# Ван де Хюлст, Хендрик Кристофел
Хендрик Кристофел ван де Хюлст (нидерл. Hendrik Christoffel van de Hulst; 1918—2000) — голландский астроном и математик.
Член Нидерландской королевской академии наук (1956), иностранный член Национальной академии наук США (1977), Лондонского королевского общества (1991).

## Биография
Родился в Утрехте, окончил Утрехтский университет. В 1946—1948 работал в Чикагском университете и различных обсерваториях США. С 1948 до конца жизни работал в Лейденском университете (с 1952 — профессор астрономии).
Основные труды в области радиоастрономии, физики межзвездной среды и теории рассеяния света. В 1944, ещё будучи студентом, предсказал возможность наблюдения спектральной линии атомарного водорода в радиодиапазоне в излучении межзвездных облаков. Рассчитал длину волны этой линии (21,2 см), возникающей при спонтанном переходе между двумя близко расположенными энергетическими подуровнями сверхтонкой структуры основного состояния атома водорода. Это предположение было подтверждено в 1951 наблюдениями X. Юина и Э. Перселла. Открытие излучения с длиной волны 21,2 см позволило не только непосредственно изучать нейтральный водород в межзвездном пространстве, где он не дает излучения в видимой части спектра, но и определять скорости радиоисточников путём измерения доплеровского смещения. Вместе с Я. X. Оортом обработал первые наблюдения радиоизлучения водорода и получил картину распределения водорода в Галактике, свидетельствующую о том, что водород концентрируется в её спиральных ветвях. Изучал конденсацию частиц загрязненного льда в межзвездном пространстве и природу поглощения, рассеяния и поляризации света этими частицами. Выполнил важные работы по теории рассеяния света на малых частицах. Изучая рассеяние света во внешней короне Солнца, в 1946 показал (одновременно с К. Алленом), что так называемая F-корона возникает в результате рассеяния фотосферного излучения на частицах межпланетной пыли. В 60-е-70-е годы выполнил цикл исследований по теории многократного рассеяния света. В частности, предложил эффективный численный метод расчета полей излучения (метод удвоения слоев ван де Хюлста). Автор фундаментального руководства «Многократное рассеяние света» (т. 1—2, 1980).
Активно участвовал в планировании европейских космических исследований, был председателем Нидерландской комиссии по геофизическим и космическим исследованиям. Один из создателей Комитета по космическим исследованиям (КОСПАР) при Международном совете научных союзов, в 1958—1962 — его президент. В 1968—1970 — председатель Совета Европейской организации по космическим исследованиям (ESRO). Один из руководителей создания спутника для гамма-астрономии COS-B.
В его честь назван астероид № 2413.

## Публикации
- Хюлст Г. ван де. Рассеяние света малыми частицами. — Москва: Издательство иностранной  литературы, 1961.